# Kolbuszowa
Kolbuszowa (udtale: [kɔlbuˈʂɔva]; yiddish: קאלבאסאוו)  er en by i den nordvestlige  del af Voivodskabet Nedrekarpater i det sydøstlige Polen.  Rzeszów  har 8.710(2021) indbyggere og et areal på 7,94 km².  Den er administrationsby i   powiatet (amt) Kolbuszowa. Kolbuszowa hører til det historiske område Lillepolen, tæt på grænsen til en anden historisk region, Røderusland.

## Historie
Byens navn kommer fra godsejeren Kolbusz. Den dukkede op for første gang i 1503 på det sted, hvor Poręby Wielkie tidligere lå. Byen, som tilhørte Sandomierz Voivodeskab, blev sandsynligvis grundlagt før 1683, da den blev nævnt i et handelsregulerende dokument af Józef Karol Lubomirski. Kolbuszowa lå på en vigtig handelsrute fra Sandomierz til Przemyśl.
Under polens delinger lå byen i Rzeszów distriktet i det østrigske Galicien, og i 1867 blev den sæde for sit eget powiat. Før Anden Verdenskrig var halvdelen af Kolbuszowas befolkning jøder. Byens våbenskjold har et kristent kors og en Davidsstjerne med hænder, der ryster mellem dem for at symbolisere venskabet mellem jødiske og kristne polakker i Kolbuszowa.

## Gallery
- Sankt Markuskirken fra Rzochów
- Hytte fra Sędzisz Małopolski i skansen på Folkekulturmuseet
- Pottemagerværksted  i skansen på Folkekulturmuseet
- Guvernørkontor i Kolbuszowa
- Jernbanestation
- Perron på stationen